# Hassenroth im Odenwald
Hassenroth im Odenwald is een plaats in de Duitse gemeente Höchst im Odenwald, deelstaat Hessen, en telt 1100 inwoners.